# Ulica Marszałka Józefa Piłsudskiego w Sanoku
Ulica Marszałka Józefa Piłsudskiego w Sanoku – ulica w dzielnicy Śródmieście miasta Sanoka.
Ulica biegnie od strony wschodniej u zbiegu z ulicą 3 Maja (początkowy odcinek stanowi deptak), a kończy się po stronie zachodniej u zbiegu z ulicą Adama Mickiewicza.

## Historia
W toku dokonywanych zmian nazw ulic w Sanoku w 1913 podjęto starania o nazwanie ulicy Królowej Izabeli dla odcinka od łacińskiego kościoła parafialnego do poczty tj. do ul. Jana III Sobieskiego. 7 marca 1929 nazwę zmieniono na ulicę Józefa Piłsudskiego. 
Podczas II wojny światowej w okresie okupacji niemieckiej ulica istniała pod niemieckojęzyczną nazwą Piłsudskistrasse. W 1950, dla upamiętnienia w 20. rocznicy wydarzeń Marszu Głodnych w Sanoku z 6 marca 1930, ulica została przemianowana na „6 marca”. Obowiązywała w okresie PRL. W grudniu 1989 w uchwale Miejskiej Rady Narodowej zapisano, aby ulicę przemianować na ulicę Józefa Piłsudskiego. Później została przywrócona nazwa ulicy Marszałka Józefa Piłsudskiego.
Ulicę Józefa Piłsudskiego wzmiankował Stefan Stefański opisując zwiedzanie Sanoka na kartach swojego wielokrotnie wznawianego przewodnika turystycznego.
Od 2011 do 2013 trwały prace rewitalizacyjne w centrum Sanoka, które objęły także ulicę.

## Zabudowa
Kamienice na początku ulicy, u zbiegu z ulicą 3 Maja, pochodzą z XIX wieku.
- Kamienica pod numerem 1. Pod tym numerem przed 1939 M. Sarnowski prowadził handel materiałem bławatnym[20]. Budynek został wpisany do gminnego rejestru zabytków miasta Sanoka, opublikowanego w 2015[21].
- Kamienica pod numerem 2. Na fasadzie budynku została umieszczona tablica pamiątkowa w 20. rocznicę Marszu Głodnych. Została odsłonięta 5 marca 1950 przez burmistrza Józefa Dąbrowskiego[22]. Inskrypcja na tablicy głosi: "Dla upamiętnienia solidarnej walki robotników Sanockiej Fabryki Wagonów i bezrobotnych pow. sanockiego o pracę i chleb, stoczonej w dniu 6 marca 1930 r. z reżimem sanacyjnego ucisku, ulica ta przemianowana. Sanok, 6 marca 1950 r."[23]. Budynek wpisany do gminnego rejestru zabytków miasta Sanoka, opublikowanego w 2015[21].
- Pod numerem 7 ulicy 6 Marca zamieszkiwał Jan Świtalski[24].
- Budynek handlowy pod numerem 8[25]. W okresie PRL był to parterowy pawilon handlowy[26]. Od strony północnej przylega do niego Hala Targowa, budowana od 1992[27]. W przeszłości w tym miejscu istniały zabudowania, zlikwidowane pod koniec lat 50 XX wieku[28]. Działała w nich m.in. Spółdzielnia i Sklep Związku Inwalidów Wojennych w Sanoku[29] (Kram Towarów Mieszanych Związku Inwalidów Wojennych w Sanoku[30]. W późniejszych latach powstał inny budynek, w którym funkcjonował pawilon handlowy[31].
- Podczas okupacji niemieckiej pod numerem 3 ulicy działał punkt handlu artykułów spożywczych i tytoniowych, który prowadziła Wanda Szabieńska[7][8].
- Budynek pod numerem 10. Działają w nim: apteka[32], oddział Podkarpackiego Zarządu Melioracji i Urządzeń Wodnych w Rzeszowie[33]. W tym miejscu w przeszłości istniał budynek, w którym funkcjonowała jajczarnia[34] (został zlikwidowany w okresie 1939-1945)[35]
- Kościół Przemienienia Pańskiego, którego frontowa-północna część przylega do ulicy.
- Dom mansjonarski, którego południowa część przylega do ulicy.
- Do ulicy przylega nieruchomość, na której jest zlokalizowana przychodnia pod adresem ulicy Jana III Sobieskiego 1[36].
- W okresie PRL na końcu ulicy u zbiegu ulicy 6 marca z ulicą Adama Mickiewicza (przy willi dra Stanisława Domańskiego) leżał kiosk Ruchu[37].

Przed 1939 przy ulicy funkcjonowały: osobne wędliniarnie Kazimierza oraz Piotra Słuszkiewiczów, zakład krawiecki Leona Ołpińskiego.